# Schistidium robustum
 (septembre 2024).
Espèce

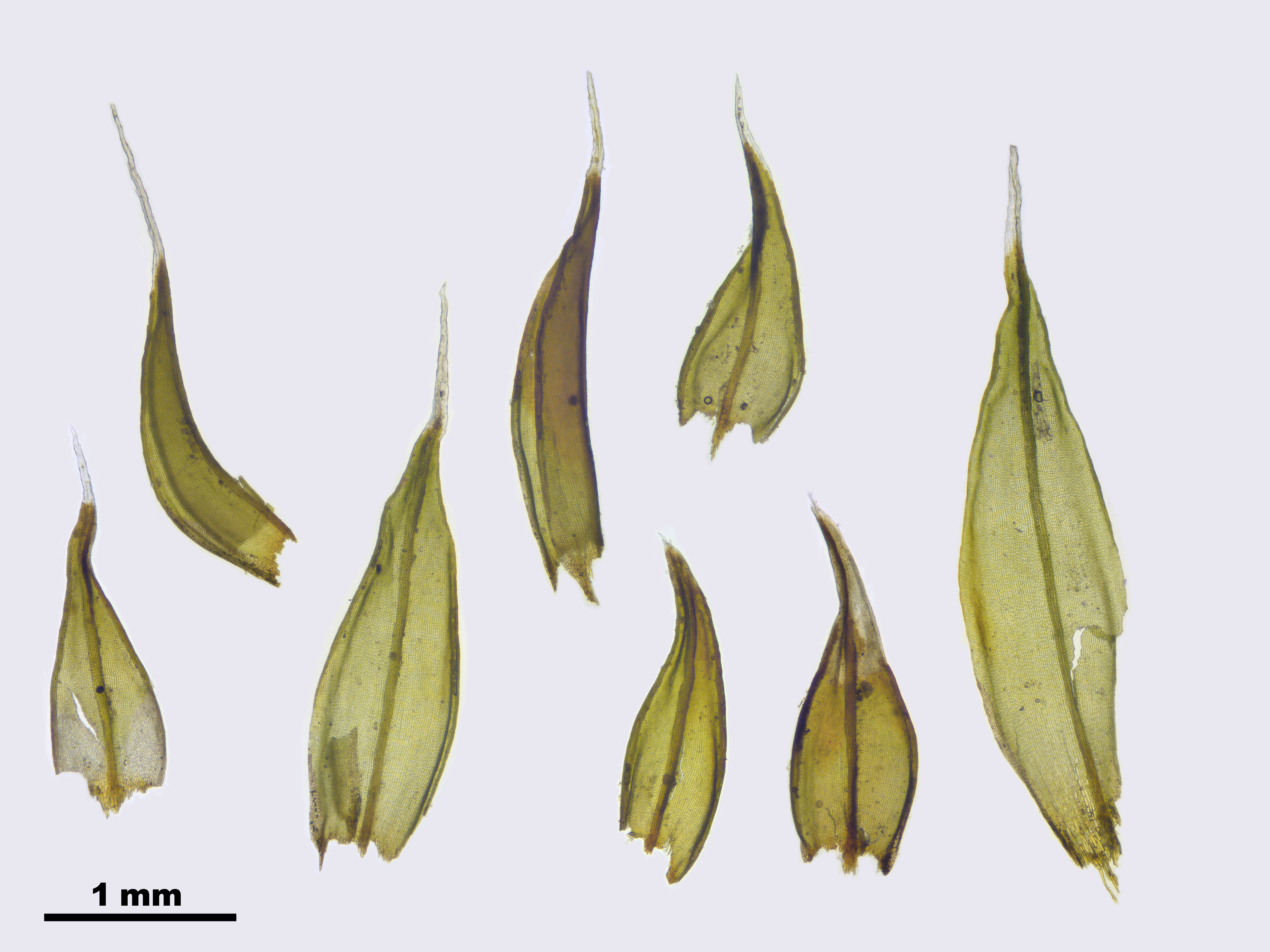
Feuilles

Schistidium robustum est une espèce de mousse de la famille des Grimmiaceae. Elle est présente dans de nombreux pays d'Europe et d'Amérique.

## Description
Schistidium robustum présente de longues capsules, en partie cachées par les feuilles, qui ressortent au-dessus de la couche lâche (ou parfois dense) et hirsute de la mousse. Elle est pourvue de nombreuses dents acérées. 
Les pousses mesurent de 1 à 3 cm de long, les feuilles inférieures mesurent 2 à 2,5 mm de long et celles qui entourent la capsule mesurent environ 3,5 mm de long. Les capsules sont d'environ 3,5 mm de long.

## Répartiton et habitat
Elle est assez fréquente dans les régions montagneuses. Elle a tendance à pousser sur des blocs de calcaire dans les zones de montagne en situations non ombragées. On le trouve en particulier sur des  calcaires du Dalradien et du Carbonifère, mais elle peut être présente sur des corniches de schiste et de basalte.

## Systématique
Le nom correct complet (avec auteur) de ce taxon est Schistidium robustum (Nees & Hornsch.) H.H.Blom.
L'espèce a été initialement classée dans le genre Grimmia sous le basionyme Grimmia robusta Nees & Hornsch.
Ce taxon porte en français les noms vernaculaires ou normalisés suivants : fausse-grimmie robuste, grimmie robuste.
Schistidium robustum a pour synonymes :
- Grimmia apocarpa var. homodictyon (Dixon) Crundw.
- Grimmia apocarpa var. schleicheri Brid.
- Grimmia homodictyon Dixon
- Grimmia robusta Nees & Hornsch.
- Schistidium apocarpum subsp. homodictyon (Dix.) Crundw. & Nyholm
- Schistidium apocarpum var. homodictyon (Dixon) Crundw. & Nyholm